# Visconde de Anadia
Visconde de Anadia é um título nobiliárquico criado por D. Maria I de Portugal, por Carta de 8 de Maio de 1786, em favor de João Rodrigues de Sá e Melo, depois 1.º Conde de Anadia.
Titulares
1. João Rodrigues de Sá e Melo, 1.º Visconde e 1.º Conde de Anadia.